# Veturius transversus
Veturius transversus es una especie de coleóptero de la familia Passalidae.

## Distribución geográfica
Habita en la Guayana Francesa.